# Conteville-en-Ternois
Conteville-en-Ternois é uma comuna francesa na região administrativa de Altos da França, no departamento de Pas-de-Calais. Estende-se por uma área de 2,29 km². Em 2010 a comuna tinha 87 habitantes (densidade: 38 hab./km²).